# RWD-13 (航空機)
RWD-13
RWD-13 (1936年-39年、ポーランド国内)
- 用途：ツーリング機、スポーツ機、連絡機
- 設計者：Stanisław Rogalski、Jerzy Drzewiecki (DWL（英語版）工場)
- 製造者：RWD（英語版）
- 運用者：ポーランド空軍、LOTポーランド航空、他
- 初飛行：1935年1月15日
- 生産数：約100機
- 生産開始：1935年

RWD-13は、1935年にポーランドのRWD社で開発された3人乗りの軽飛行機である。
RWD製の航空機としては、軍用練習機として約550機が製造されたRWD-8に次いで2番目に多い約100機が製造され、民間用途・軍事用途の両方でポーランド国内だけでなく輸出先の各国でも運用され、商業的にはRWD製の航空機として最も成功した機種となった。

## 概要
RWD-13は、ポーランドの準軍事航空組織であるLOPP (Liga Obrony Powietrznej i Przeciwgazowej、英訳すれば Air and Chemical Defense League) の要求に基づき、先に小型スポーツ機として開発され1932年のチャレンジ 1932で優勝したRWD-6、1934年のチャレンジ 1934で優勝・準優勝を飾ったRWD-9の設計を元に開発され、1935年1月に初飛行した。開発を担当したのはRWD-9と同じ、ワルシャワのDWL工場に在籍するRWDのメンバーであるStanisław RogalskiとJerzy Drzewieckiである。
RWD-13の試作機は破損したRWD-6の部品を再利用して作られたが、全体の構造はより新しいRWD-9に似たものに改められていた。RWD-9との最大の違いとしては、チャレンジ 1934に向けて競技用に特別に製造されたRWD-9に比べて、約半分程度の出力のエンジンを搭載していることである。具体的には、RWD-9Sの出力216kW (290hp)の空冷9気筒星型エンジンに対し、RWD-13は130hp (96kW)の空冷4気筒直列型エンジンとなっている。これにより、RWD-13の機首はRWD-6やRWD-9に比べスリムなシルエットとなった。エンジン出力は大幅に低下したものの、元々の機体設計が優れていたこともあり、最高速度こそ低下しているが、RWD-13も良好なSTOL性能 (短距離離着陸性能)・機体安定性を持っていた。
基本型のRWD-13は1935年から1939年までに約85機がRWDで製造された。また、1937年には航空救急機タイプのRWD-13Sが開発された。RWD-13Sには機体右舷側にストレッチャー搬入用の大型ハッチが取り付けられていた。また、右舷側の座席を取り外し式にして通常型と救急機型をコンバーチブルにしたRWD-13TS (あるいはRWD-13ST、RWD-13S/Tなどとも表現される) も開発されている。RWD-13SおよびRWD-13TSは計15機ほど製造された。
また、1937年にはRWD-13を元に機体を少し大型化し、5人乗り仕様としたRWD-15が開発され、計6機製造されている。
1938年にはユーゴスラビアにRWD-13のライセンス生産権が販売され、1939年にRogožarski社で2機のRWD-13と2機のRWD-13Sが製造された。製造後に2機のRWD-13はRWD-13S仕様に改造され、4機とも航空救急機仕様となった。
2008年には、RWD-13の飛行可能なレプリカがポーランドで製作されている。

## 運用史

### ポーランド
RWD-13はポーランドの小規模な民間航空会社や個人オーナーによって広く使用された他、政府機関の連絡機にも使用された。LOTポーランド航空では2機が運用された。
救急機型のRWD-13Sはポーランド赤十字社やポーランド空軍で使用された。またこれ以外に、ポーランド空軍は数機のRWD-13を第二次世界大戦勃発後のドイツによるポーランド侵攻時に連絡機として使用した。これらポーランドで使用されていたRWD-13の中には近隣国に逃れたものもあったが、破壊されたりドイツ軍に鹵獲されたものもあった。
大戦後、1947年にルーマニアから4機のRWD-13がポーランドに返却され、1953年から55年にかけて使用された。このうち1機は現在ポーランド航空博物館に展示されている。

### ルーマニア
第二次世界大戦が始まりポーランドがドイツに占領された際、5機のRWD-13Sを含む28機のRWD-13がルーマニアに逃れた。これらはルーマニア国内の民間航空および軍で使用された。ルーマニアが枢軸国側について第二次世界大戦に参戦すると、RWD-13はルーマニア空軍で連絡機などとして使用された。特に、女性によって構成された救護飛行隊である"Escadrila Albă" (エスカドリラ・アルバ、意味はホワイト・スコードロン、白の飛行隊)によってRWD-13Sが救急搬送機として使用された事が知られている。21機が大戦を生き延び、そのうち1機は1950年代まで使用されていた。

### スペイン
第二次世界大戦前に、約20機のRWD-13がスペインに輸出された。また4機がポーランドの武器製造販売シンジケートであるSEPEWEからスペイン国内のナショナリスト派に売却され、スペイン内戦で連絡機として使用された。

### イスラエル
3機のRWD-13 (VQ-PAF, VQ-PAL, VQ-PAM)がイギリス委任統治領パレスチナのユダヤ人勢力に売却され、飛行クラブ"パレスチナ・フライングサービス"、後には航空会社"アヴィロン・カンパニー"でハガナーの航空兵の訓練に使用された。
1943年にハガナーの精鋭部隊"パルマッハ"の航空部隊として"パルアビア"が設立され、さらに1947年11月に"シェルート・アビア"として拡張された際には、最初の飛行隊として編成された"テルアビブ飛行隊"の運用機種の一つとなった。同年12月にはRWD-13による初めての航空攻撃が行われ、またスデ・ドブ空港を拠点とした負傷兵搬送も行われた。1948年にシェルート・アビアがイスラエル空軍となった際にもRWD-13は引き続き使用され、第一次中東戦争で連絡機として運用された。

## バリエーション
RWD-13
3人乗りの基本型。約85機生産。
RWD-13S
救急搬送機型。右舷側に大型ハッチを持ち、ストレッチャーを搬入可能。RWD-13STとあわせて15機程度生産。ユーゴスラビアでも4機ライセンス生産された。
RWD-13ST
通常型と救急搬送型のコンバーチブル型。

## 運用国
- ポーランド

1939年にドイツに占領されるまでの期間、民間および軍で多数運用 (詳細は前項を参照)。
- ブラジル

1937年から1938年に8機を輸入。1960年代まで運用されていた。1機がTAM航空博物館にて飛行可能な状態で保存されている。
- エストニア

1939年9月のポーランド占領時の退避機1機をエストニア空軍で運用。
- クロアチア独立国

クロアチア独立国空軍がユーゴスラビア王国空軍の放出機を1機運用。
- ドイツ国

1939年9月のポーランド侵攻時に鹵獲あるいは接収した機体を使用。
- イラン

1939年5月に、1機のRWD-13がポーランド大統領イグナツィ・モシチツキからイラン(パフラヴィー朝)の国王モハンマド・レザー・パフラヴィーに結婚祝いとして贈られた。
- イギリス委任統治領パレスチナ /  イスラエル

イスラエル独立前の民間航空会社"アヴィロンカンパニー"、および"シェルート・アビア"（ハガナーの航空部隊）、および独立戦争時のイスラエル空軍で2-3機を運用 (詳細は前項を参照)。
- ルーマニア王国

1939年9月のポーランド占領時の退避機28機をルーマニア王国空軍で運用 (詳細は前項を参照)。
- スウェーデン

1939年9月のポーランド占領時の退避機1機をスウェーデン空軍で運用。大戦後は引き続き民間で1951年まで使用された。
- スペイン

大戦前に20機を輸入して運用。また4機がスペイン内戦時にナショナリスト派によって使用された (詳細は前項を参照)。
- ユーゴスラビア王国

ユーゴスラビア王国空軍が国内でライセンス生産した4機を運用。戦後民間で引き続き2機が使用された。
- アメリカ合衆国

1939年のニューヨーク万国博覧会に2機のRWD-13が送られ、大戦勃発後にそのままアメリカに売却されてアメリカ国内で使用された。
- イエメン王国

3機 (あるいは1機) を運用。

## 画像

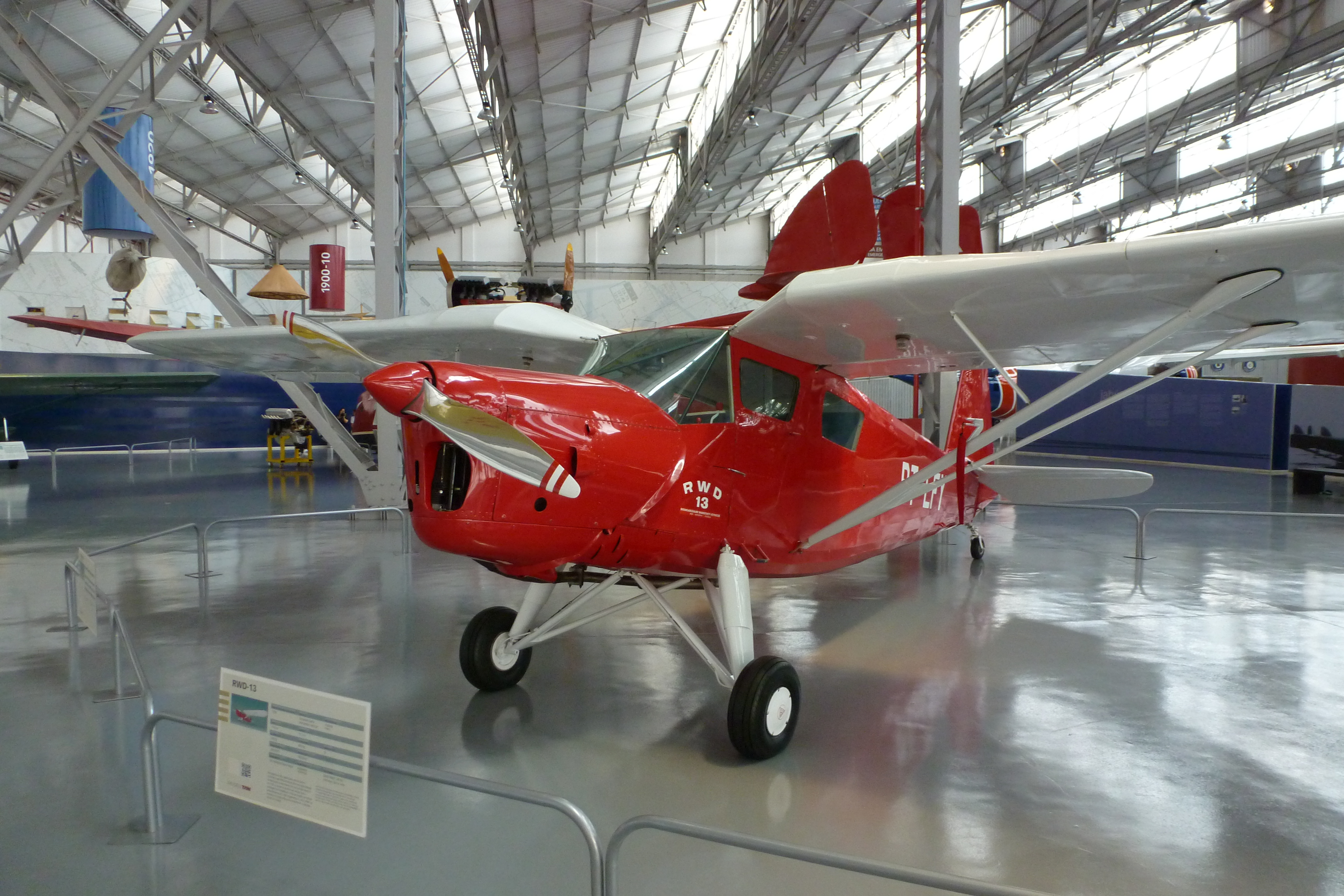
ブラジルのTAM航空博物館（英語版）で飛行可能な状態で保存されているRWD-13。
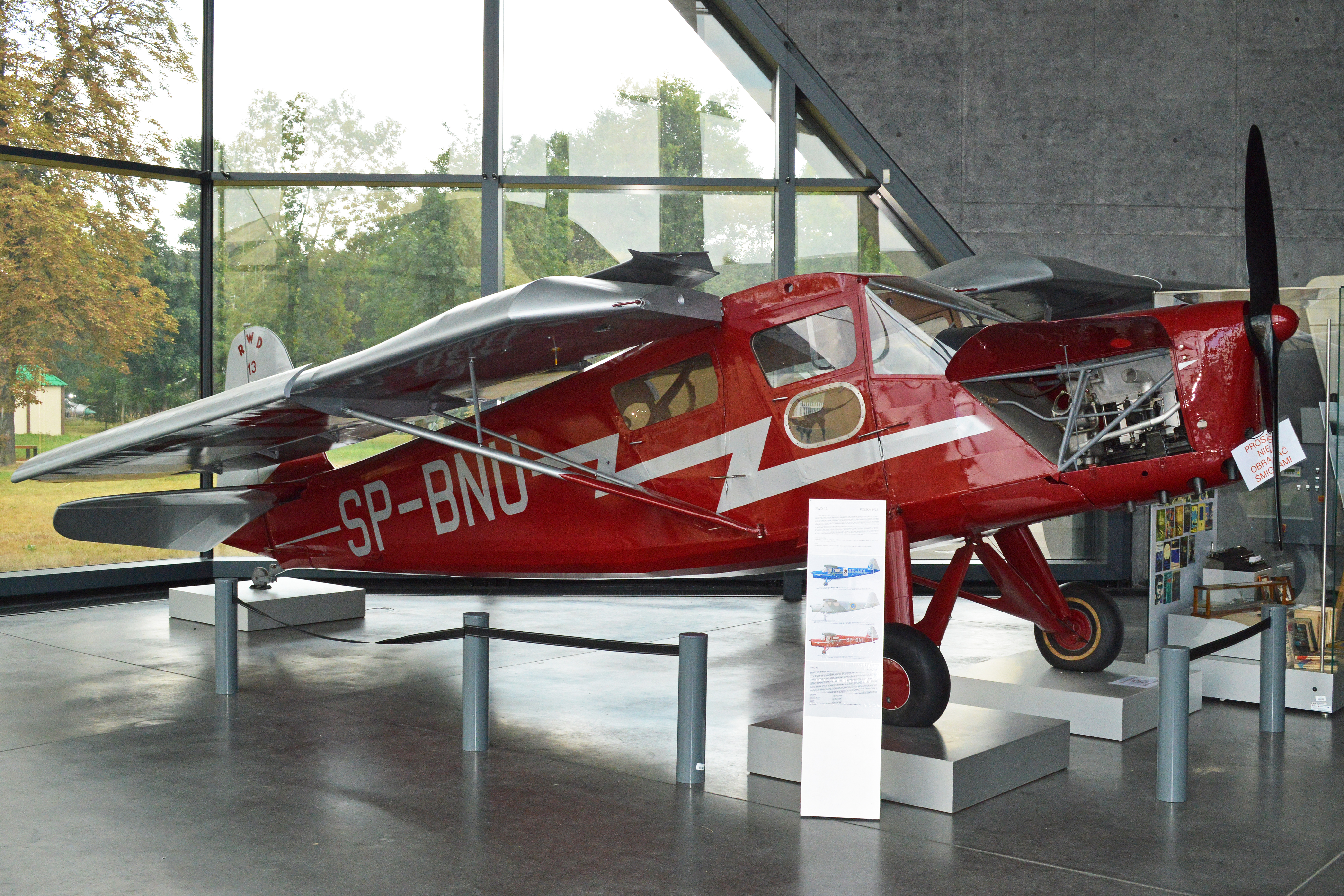
ポーランド航空博物館（英語版）の展示機。大戦前にLOTポーランド航空で使用され、戦時中はルーマニア空軍で運用されていた機体。
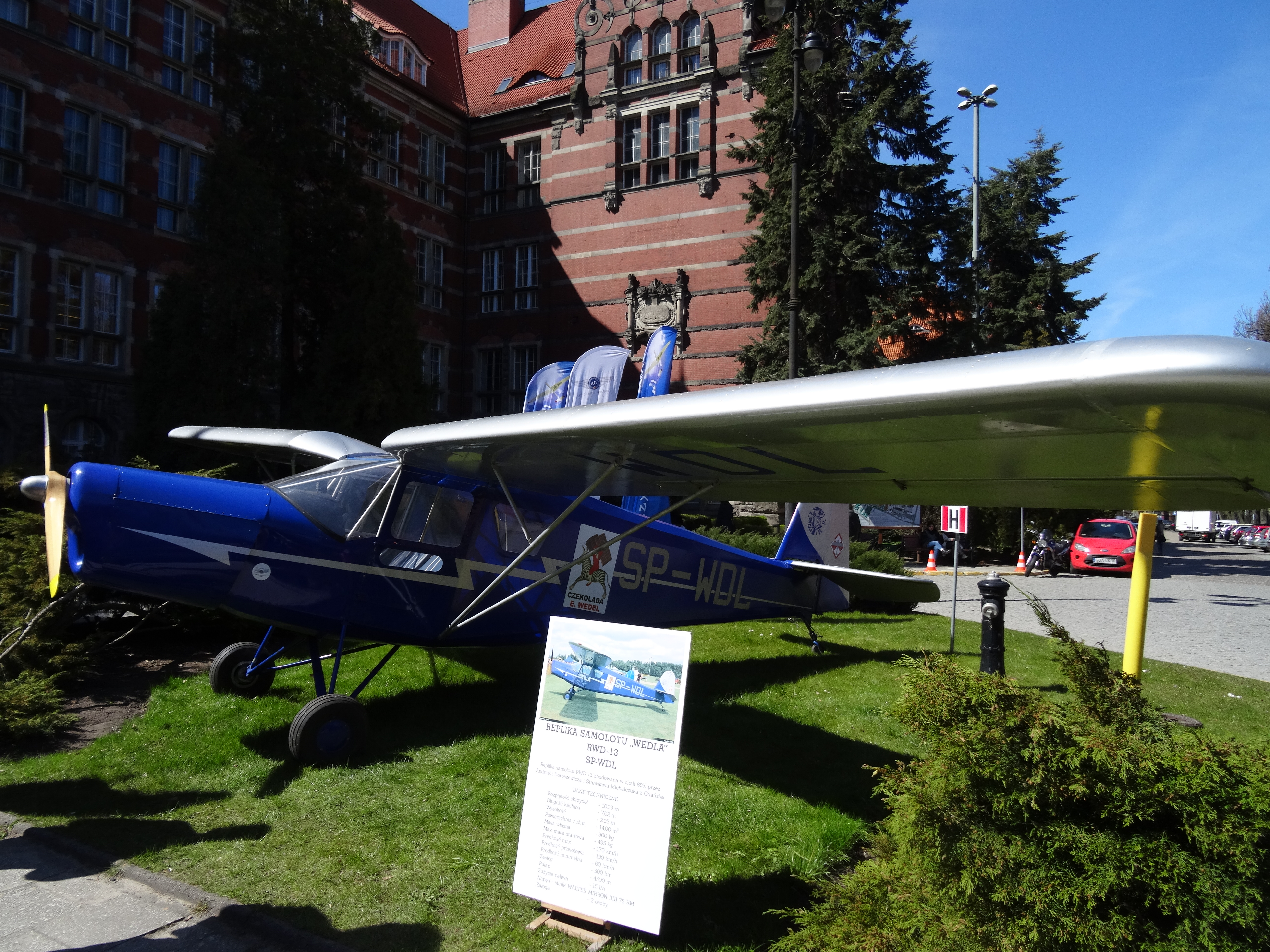
グダニスク工科大学で展示されるRWD-13のレプリカ、2015年。
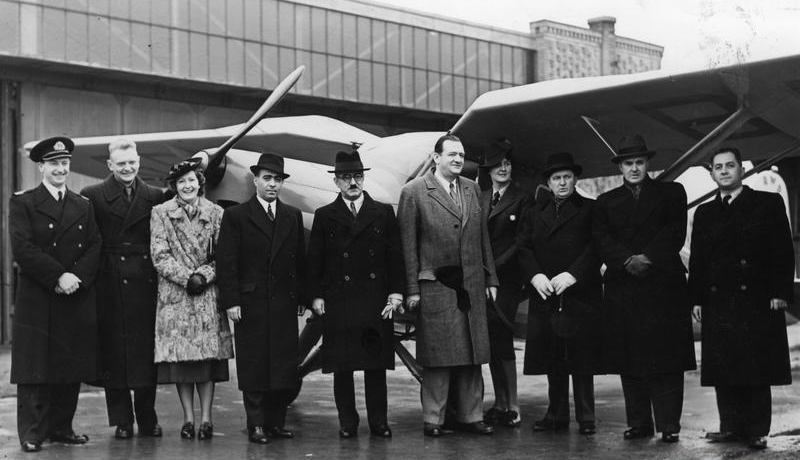
イラン国王モハンマド・レザー・パフラヴィーに贈呈されるRWD-13の前で撮影された記念写真。1939年4月、ワルシャワ。
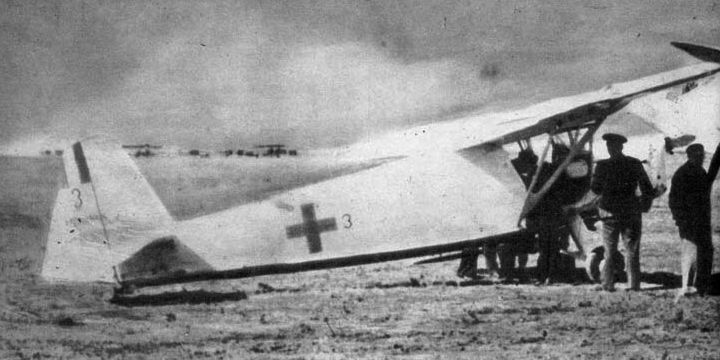
ルーマニア空軍のエスカドリラ・アルバ（ルーマニア語版）で負傷兵搬送を行うRWD-13S。1941年。
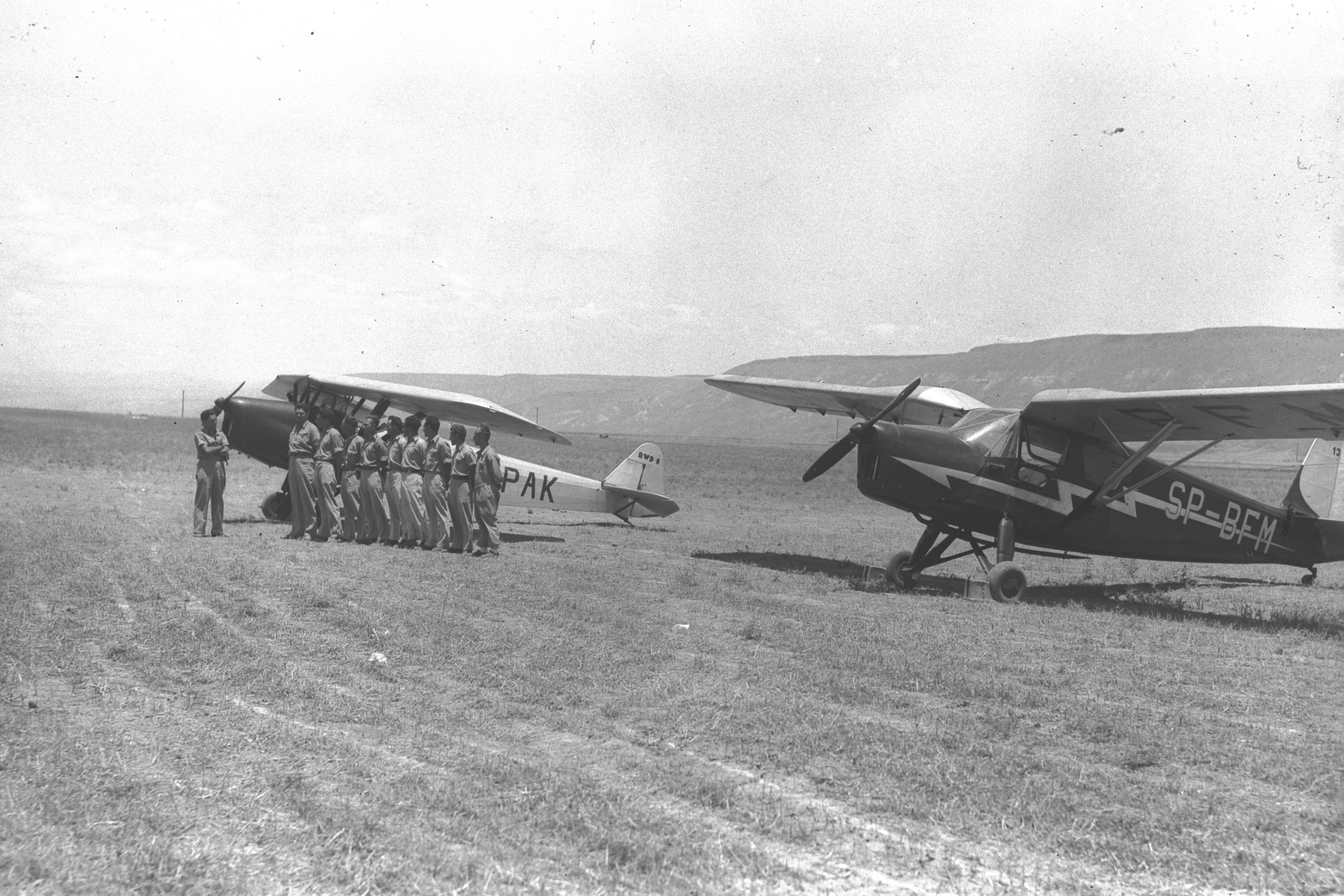
RWD-8 (奥側)、RWD-13 (手前側) の前で整列するハガナーのパイロット訓練生。1938年6月、ヨルダン渓谷のアヴィロン飛行訓練学校。
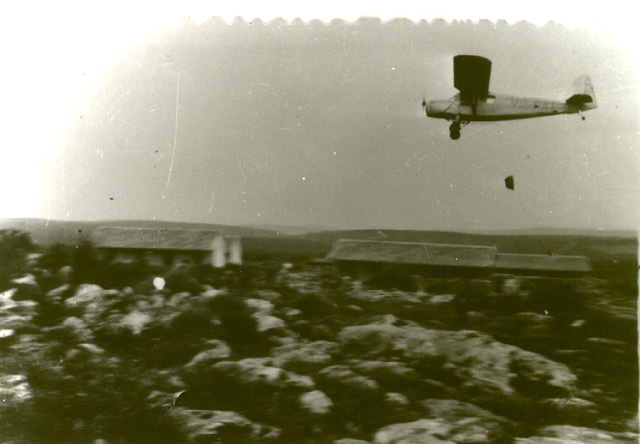
"テルアビブ飛行隊" (シェルート・アビア（英語版）) の航空作戦で使用されるRWD-13、1948年1月。

## 要目
（RWD-13）
- 乗員：3名 (パイロット1名、乗客2名)
- 全長：7.85 m (25 ft 9 in)
- 全幅：11.50 m (37 ft 8 in)
- 全高：2.05 m (6 ft 8 in)
- 翼面積：16.00 m² (172  ft²)
- 翼面荷重：55.5 kg/m² (11.35 lb/ ft²)
- 空虚重量：530 kg (1,166 lb)
- 全備重量：890 kg (1,958 lb)
- 最大離陸重量：930 kg (2,046 lb)
- エンジン：1 ×  PZInż. Walter Major 空冷4気筒直列型エンジン、96 kW (130 hp)
- 最大速度：210 km/h (113 knots, 130 mph)
- 巡航速度：180 km/h
- 巡航高度：4,200 m (13,776 ft)
- 航続距離：900 km (486 nm, 600 mi)
- 上昇率：3.8 m/s (748 ft/min)